# Castalius cretosus
Castalius cretosus är en fjärilsart som beskrevs av Butler 1876. Castalius cretosus ingår i släktet Castalius och familjen juvelvingar. Inga underarter finns listade i Catalogue of Life.